# Maikel Renfurm
Maikel Steven Renfurm (* 8. Juli 1976 in Paramaribo, Suriname) ist ein ehemaliger niederländischer Fußballspieler und heutiger Trainer.

## Vereinskarriere
Maikel Renfurm ist in Suriname geboren und in den Niederlanden aufgewachsen. Dort spielte er in seiner Jugend beim Amateurverein Dynamo ´67 Rijswijk, ehe er 1994 mit erst 18 Jahren zum Erstligisten Sparta Rotterdam wechselte. Nach vier Jahren ging er 1998 zum Ligakonkurrenten NEC Nijmegen, wo er zwei Jahre lang spielte. Danach wechselte er zum isländischen Rekordmeister KR Reykjavík und war mit 7 Spielen und einem Tor am Ende auch an dessen erneuter Meisterschaft beteiligt. 2001 war Maikel Renfurm in Großbritannien tätig und spielte bis zum Sommer für den schottischen Erstligisten FC St. Mirren. Danach kam der Niederländer nach Deutschland und spielte eine Saison bei Rot Weiss Ahlen in der 2. Fußball-Bundesliga. 2002 wechselte Renfurm zum dänischen Zweitligisten Herfølge BK und feierte mit seiner Mannschaft am Saisonende den Aufstieg in die dänische Superliga. Danach spielte der Mittelfeldspieler nur noch für niederländische Amateurmannschaften. Zunächst für die Reserve seines ehemaligen Vereins Sparta Rotterdam, danach für den FC Kranenburg sowie für VV Haaglandia und Voorschoten '97 unter Trainer John de Wolf. In der Saison 2010/11 stand er für RKVV Westlandia letztmals auf dem Platz.

## Trainerkarriere
Nach dem Ende seiner aktiven Laufbahn wurde Maikel Renfurm Assistenztrainer bei RKVV Westlandia. Er trainiert dort die zweite Mannschaft.

## Erfolge
- Isländischer Meister: 2000